# Benson (cá)
Cá chép Benson (sinh năm 1984-chết ngày 04 tháng 8 năm 2009) là một con cá chép thuộc loài cá chép thông thường, nó là cá thể cá chép được cho là con Cá chép nổi tiếng nhất nước Anh. Chỉ trong 13 năm nó đã bị những người câu cá bắt 63 lần. Con cá chép này được biết đến thông qua phương tiện truyền thông và nhiều người coi nó như ngôi sao.

## Tổng quan
Con cá chép Benson sinh năm 1984, là con cá chép lớn nhất và được yêu thích nhất Vương quốc Anh. Con cá chép Benson sống ở Southampton, nước Anh trong hồ Bluebell, là một hồ kinh doanh dịch vụ câu cá. Quy định ở hồ Bluebell là cung cấp môi trường tốt nhất cho sự phát triển của cá. Kích thước của Benson lớn nhất vào năm 2006, khi nặng 29 kg. Cá chép Benson có một người bạn đồng hành nhưng đã rời bỏ nó bơi xuống sông Nene trong trận lũ năm 1998.
Kể từ lần đầu tiên bị bắt vào năm 1998, trong 13 năm nó đã bị bắt 63 lần, Benson trở thành một cái tên quen thuộc trong các ngôi sao cá chép Vương quốc Anh. Kể từ khi bị đánh bắt quá nhiều lần, nó được gọi là "cá của người dân", cũng ở Vương quốc Anh vào năm 2005, Benson được độc giả của Angler's Mail bình chọn là "cá chép nổi tiếng nhất nước Anh". Nhiều người câu cá đã chụp ảnh cùng con cá chép này, nó bị bắt bởi nhiều người ở các độ tuổi khác nhau.
Benson rất nổi tiếng, vì thế người câu cá tranh đua nhau để có thể bắt được nó. Chỉ cần mua vé ngày, có thể câu cá cả ngày ở trong hồ Bluebell. Đây chính là lý do tại sao Benson bị bắt nhiều lần, bất kỳ ai cũng có thể đến với cuộc đua nhìn thấy ngôi sao. Có một thời gian, Benson đã bị bắt trong các buổi sáng thứ hai, điều này kéo dài trong sáu tuần. Vì vậy, trong những năm tiếp theo, nó biến mất. Có quá nhiều người yêu Benson, xem chụp ảnh chung với nó là một vinh dự, họ xem Benson như một người bạn.

## Cái chết
Một buổi sáng tháng 4 năm 2009, chủ nhân Tony tìm thấy thi thể của Benson gần bờ hồ và đã tìm thấy rất nhiều hạt đậu trên bờ, đó là một loại mồi cá chép chuyên dụng, nhưng nếu nó chưa được nấu chín thì sẽ có hại cho cá chép. Những người câu cá đã bất cẩn giết chết Benson. Tin tức cá chép yêu thích bị độc chết nhanh chóng lan truyền trên các phương tiện truyền thông.
Giám đốc Tony cũng phải chịu rất nhiều lời chỉ trích, nhiều người nghĩ ông ấy coi Benson như một phương tiện để kiếm tiền, cho mọi người bắt, và dẫn đến cái chết của nó. Nhưng ngay sau đó, Tony mời chuyên gia đến để kiểm tra cái chết của Benson. Chuyên gia không tìm thấy các chất độc hại trong cơ thể của nó. Việc kiểm tra cuối cùng đã chứng minh rằng nguyên nhân dẫn đến cái chết của Benson là do tại thời điểm đẻ trứng bị biến chứng nhiễm trùng và tử vong.
Tin tức về cái chết của Benson thậm chí xuất hiện trên tờ báo nổi tiếng "The Times" của Anh. Nhiều người đam mê câu cá và các phương tiện truyền thông đã tới hồ Bluebell để bày tỏ đau buồn, nơi đây chưa bao giờ bận rộn đến thế. Chủ sở hữu Benson, ông Tony là tiêu điểm chú ý của các phương tiện truyền thông. Với ông ta, Benson không chỉ là một con cá nổi tiếng, mà còn mang lại hai mươi ngàn bảng thu nhập hàng năm. Đối với những cáo buộc về việc bán vé cho những người câu cá.
Tony cho biết:"Benson giống như một thành viên trong gia đình, tôi rất vinh dự khi có nó. Benson giúp cho công việc kinh doanh của tôi phát đạt, và nó cho tôi không chỉ hai mươi ngàn bảng thu nhập mỗi năm, nó là tài phú duy nhất. Mỗi ngày tôi phải cung cấp dịch vụ cho những người muốn có cơ hội để bắt một con cá lớn, và nếu người ta trả tiền và làm theo các quy tắc, họ có thể đi câu cá. Benson xuất hiện mang lại một cuộc cách mạng, người ta muốn bắt nó, có hứng thú này và tôi cung cấp cơ hội ho họ".
Nếu không có dịch vụ câu cá của Tony ở hồ Bluebell, có thể mọi người sẽ không biết đến Benson, nó chỉ là một cá chép lớn có cuộc sống bình yên. Đúng là có cơ hội tiếp xúc với nó nên Benson đã có một danh tiếng lớn như vậy, và người câu cá mến mộ đều muốn gặp mặt. Khi còn Benson trong 25 năm cuộc đời mình đã dành hầu hết thời gian mang lại nhiều bất ngờ và niềm vui cho người yêu thích câu cá. Khi nó chết, điều mà mọi người có thể làm, có lẽ chỉ có tưởng nhớ.